# Južnokorejska vaterpolska reprezentacija
Južnokorejska vaterpolska reprezentacija predstavlja državu Južnu Koreju u športu vaterpolu.

## Sastavi
- SP 2019.: Lee Jin-woo, Kim Dong-hyeok, Kim Byeong-ju, Lee Seon-uk, Gwon Dae-yong, Lee Seong-gyu, Gwon Yeong-gyun, Kim Moon-soo, Chu Min-jong, Han Hyo-min, Seo Kang-won, Song Jae-hoon, Jung Byeong-young; izbornik Go Ki-mura

## Nastupi na velikim natjecanjima

### Olimpijske igre
- 1988.: 12. mjesto

### Svjetska prvenstva
- 2019.: 15. mjesto

### Azijske igre
- 1986.:  srebro
- 1990.:  bronca
- 1994.: 5. mjesto
- 2002.: 5. mjesto
- 2006.: 7. mjesto
- 2010.: 4. mjesto

### Razvojni trofej FINA-e
- 2007.: 7. mjesto